# Уинстон, Хэтти
Хэтти Уинстон (англ. Hattie Winston, род. 3 марта 1945) — американская актриса, известная благодаря ролям на телевидении. с 1973 по 1977 год Уинстон была членом регулярного состава детского шоу PBS «Электрическая компания». Затем она добилась большего признания благодаря ролям в отмеченном наградами сериале ABC «В тылу» (1991—1993), и ситкоме CBS «Фирменный рецепт» (1998—2004).
Уинстон родилась в Лексингтоне, штат Миссисипи и окончила Говардский университет, после чего отправилась в Нью-Йорк, где в 1968 году дебютировала на бродвейской сцене. С тех пор она сыграла множество ролей на сцене, зарабатывая две премии Obie. Параллельно с бродвейскими выступлениями, Уинстон появлялась на телевидении, играя в мыльных операх и мини-сериалах. В 1981-82 годах она была членом регулярного состава сериала CBS «Медсестра» с Майкл Лернед. На большом экране она появилась в фильмах «Сердце Клары» (1988), «Полицейский из Беверли-Хиллз 3» (1994), «Парк Сансет» (1996), «Джеки Браун» (1997), «Встречайте Дидлов» (1998) и «Настоящее преступление» (1999). На телевидении она также появилась в «Клиника», «Подруги», «Игра» и «Касл».

## Телевидение
- Электрическая компания (520 эпизодов, 1973—1977)
- На пороге ночи (дневная мыльная опера, 1976)
- Медсестра (25 эпизодов, 1981—1982)
- Надежда Райанов (дневная мыльная опера, 1987)
- В тылу (42 эпизода, 1991—1993)
- Порт Чарльз (дневная мыльная опера, 1997)
- Фирменный рецепт (129 эпизодов, 1998—2004)
- Душа человека (8 эпизодов, 2012—2015)